# 小林さやか (政治家)
小林 さやか（こばやし さやか、1983年9月5日 - ）は、日本の政治家。国民民主党所属の参議院議員（1期）、日本放送協会（NHK）元記者。本名は中山 さやか（なかやま さやか）。

## 来歴
1983年9月5日、千葉県市川市に誕生。
市川市立真間小学校、桜蔭中学校・高等学校、東京大学法学部卒業。
日本放送協会（NHK）では2019年から厚生労働省や医療関係の問題を担当しており、2021年12月にNHK放送文化研究所から発行された『放送研究と調査』では無給医問題の取材に当たっている様子が紹介されている。
2025年7月20日の第27回参議院議員通常選挙に国民民主党公認で千葉県選挙区から立候補し、トップで初当選（改選数3）した。

## 政策・主張

### 総論
- 「働いて、子育てして、介護する　当たり前のことが苦しくない社会、共に創る」を方針としている[7]。詳細は小林さやか公式サイト。

### 経済・金融・財政
- 政府の経済政策は、「財政出動を優先し、景気を支えるべきだ」にどちらかといえば近い（2025年読売新聞）[8]。
- 経済全体の規模を大きくする「成長」と、富の移転で格差是正を目指す「分配」について、成長を重視すべきだにどちらかといえば近い（2025年読売新聞）[8]。
- 関税について、日本と外国との貿易に関して、A：互いに関税を低くし、相手国の産品をより安価に購入できるのが望ましい。B：互いに関税を高くし、自国の産業を保護するのが望ましい。の選択肢に「どちらともいえない」と回答[8]。

### 憲法
- 憲法改正は、「必要がある（2025年NHK）[9]」、「どちらかといえば賛成（2025年読売新聞）[8]」。
- 憲法9条改正の自衛隊明記は、「どちらともいえない（2025年NHK）[9]」。
- 緊急事態条項の憲法改正は、「どちらともいえない（2025年NHK）[9]」。「どちらかといえば賛成（2025年読売新聞）[8]」。緊急事態条項とは、大規模な災害やテロなどの緊急事態が発生したときに、政府の権限を一時的に強めたり、国会議員の任期を延長したりすること。
- 「今の憲法で、条文を改めたり、新たな条文を加えたりする方がよいと思う項目があれば、次の中からあげてください。」との2025年の読売新聞社のアンケートに対し、「憲法裁判所の設置。その他。」と回答[8]。

### 皇室・皇位継承
- 女系天皇（女性天皇の子どもが皇位を継承すること）は、「どちらともいえない（2025年NHK）[9]」。
- 女性天皇は、「どちらともいえない（2025年NHK）[9]」。

### 安全保障
- 防衛費と防衛力は、「防衛費を増額し、さらに強化すべき（2025年NHK）[9]」。
- 防衛費増額の財源のための増税に、「反対（2025年NHK）[9]」。
- 防衛費の規模は、「GDP比2%程度とすべきだ（2025年読売新聞）[8]」。

### 外交
- 日本の外交のあり方は、「日米同盟を重視し、アメリカとの連携を強化すべき（2025年NHK）[9]」。
- 日本が米国と関係を強化するのは、「どちらかといえば賛成（2025年読売新聞）[8]」。
- 日本が中国と関係を強化するのは、「どちらともいえない（2025年読売新聞）[8]」。
- 日本が韓国と関係を強化するのは、「どちらかといえば賛成（2025年読売新聞）[8]」。

### エネルギー政策
- 原子力発電への依存度は、「今の程度でよい（2025年NHK）[9]」。

### 社会保障
- 社会保障の負担のあり方は、「高齢者の負担を増やすべき（2025年NHK）[9]」。
- 社会保障制度の維持は、「給付水準を下げて負担を抑えるべきだ」にどちらかといえば近い（2025年読売新聞）[8]。

### 外国人政策
- 日本で働く外国人労働者の数は12年連続で過去最多を更新。国内の労働力不足への対策として外国人労働者を受け入れは、「回答しない（2025年NHK）[9]」。

### ジェンダー
- 同性婚を法律で認めることは、「どちらともいえない（2025年NHK）[9]」。
- 選択的夫婦別姓は、「導入すべき（2025年NHK）[9]」。
- クオーター制（選挙で政党の女性候補者の割合を一定以上にするよう法律で定めること）は、「やや賛成（2025年日本テレビzero選挙）[10]」。

## 人物
- 家族構成：夫と子ども3人、実家の猫（元保護猫のおじいちゃん）[11]。
- 趣味：民俗史や風土史が好き。地域に残る独自の文化などに心惹かれる[11]。
- モットー：「誠実と根性」[11]。
- 座右の銘：「勤勉、温雅、聡明であれ。（母校の校訓）」[11]。

## 標旗流用騒動
第27回参議院議員通常選挙に際して、岡野純子（衆議院議員、比例南関東ブロック選出）は7月12日、街頭で「参議院比例代表選出議員選挙 小林さやか」と記載した標旗を立てて活動する様子を写した画像をXに投稿。小林は千葉県選挙区から出馬しており、比例候補ではないため、記載は事実とは異なり、他候補の標旗に小林の名を記した上で選挙活動を行った疑惑が持たれた。総務省や選挙管理委員会は、選挙前に候補予定者らに規定の標旗を掲げるよう説明しており、掲げるべき標旗を掲げずに街頭演説会を行った場合、公職選挙法違反になる可能性がある。当該投稿はその日のうちに削除され、国民民主党千葉県連はウェブサイトで「混同し、誤って使用してしまった」と謝罪したが、岡野が県連代表代行を、天野行雄が県連幹事長を辞任する事態に発展した。玉木雄一郎代表は7月22日の記者会見で、岡野と天野を厳重注意処分にしたと明らかにした。小林も同日、報道陣から見解を問われ、自身が関わっていないことを強調し、「（自分の）全く知らないところで起きていた」と話した。
7月24日、自由民主党千葉県連の阿部紘一（幹事長）は、公職選挙法違反の罪で千葉県警察に岡野の告発状を提出し、受理されたと明らかにした。阿部は告発状提出後、記者団に対し「選挙の公正をゆがめる暴挙だ」と批判した。
岡野に標旗を流用された川崎稔はXにおいて、「千葉の件には一切無関係」とした上で「使用しない余った標旗等については、党本部からの協力要請により、公示日にそのまま党本部に提供いたしました。これらの標旗等は、「国民民主党」として比例代表選挙運動に使用されると聞いておりました」と記した。国民民主党千葉県連も選挙期間中に公式サイトで「標旗は党としての比例運動を盛り上げるために、川崎稔候補より一時的に本部経由でお借りしたもの」とコメントし、川崎は無関係としていた。
8月5日の定例会見で玉木代表は「現時点でお答えできる情報がない」とし、県警の捜査を理由に説明を避けた。

## 選挙
| 当落 | 選挙                     | 執行日         | 年齢 | 選挙区       | 政党       | 得票数     | 得票率 | 定数 | 得票順位 /候補者数 | 政党内比例順位 /政党当選者数 |
| ---- | ------------------------ | -------------- | ---- | ------------ | ---------- | ---------- | ------ | ---- | ------------------ | ---------------------------- |
| 当   | 第27回参議院議員通常選挙 | 2025年07月20日 | 41   | 千葉県選挙区 | 国民民主党 | 53万1580票 | 18.75% | 3    | 1/16               | /                            |